# Frank Becton
Frank Becton, né le 11 mai 1873 à Preston (Angleterre), mort le 6 novembre 1909 à Preston (Angleterre), était un footballeur anglais, qui évoluait au poste d'attaquant à Liverpool et en équipe d'Angleterre.
Becton a marqué deux buts lors de ses deux sélections avec l'équipe d'Angleterre entre 1895 et 1897. Il est décédé à seulement 36 ans de la tuberculose. 

## Palmarès

### En équipe nationale
- 2 sélections et 2 buts avec l'équipe d'Angleterre en 1895 et 1897.